# 新薩日納

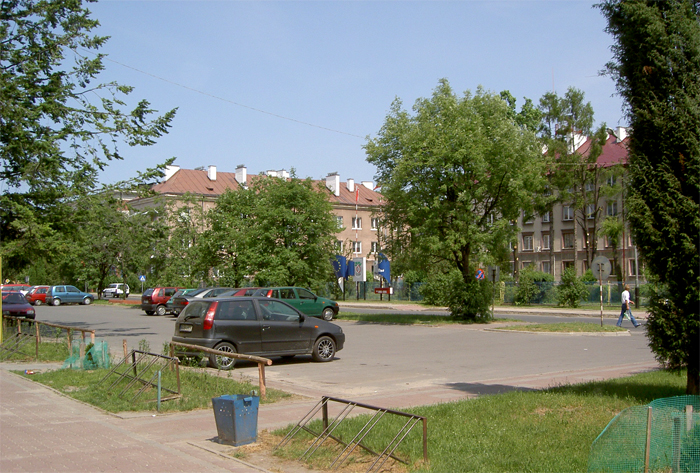

新薩日納是波蘭的城鎮，位於該國東南部，由喀爾巴阡山省負責管轄，始建於十四世紀，面積9.15平方公里，主要經濟活動是化學工業，2006年人口6,308。
50°19′20″N 22°19′07″E / 50.32222°N 22.31861°E